# یوتیکا (کانزاس)
یوتیکا (به انگلیسی: Utica) شهری در ایالت کانزاس کشور ایالات متحده آمریکا است که جمعیت آن در سرشماری سال ۲۰۱۰ میلادی، ۱۵۸ نفر بوده‌است.